# Erik Wallerius
Erik Gustaf Wallerius (ur. 16 kwietnia 1878 w Göteborgu, zm. 7 maja 1967 tamże) – szwedzki żeglarz, olimpijczyk, dwukrotny medalista olimpijski.
Na Letnich Igrzyskach Olimpijskich 1908 zdobył srebro w żeglarskiej klasie 8 metrów. Załogę jachtu Vinga tworzyli również Carl Hellström, Edmund Thormählen, Harald Wallin i Eric Sandberg.
Cztery lata później zdobył zaś złoto w klasie 10 metrów na jachcie Kitty. Załogę uzupełniali wówczas Carl Hellström, Harald Wallin, Harry Rosenswärd, Herman Nyberg, Humbert Lundén, Paul Isberg i Filip Ericsson.
Wuj Pera Geddy, medalisty olimpijskiego z 1952.